# Лімбурзький лев
Лімбурзький лев — геральдична тварина в геральдиці, а тому негеральдична фігура.

## Опис

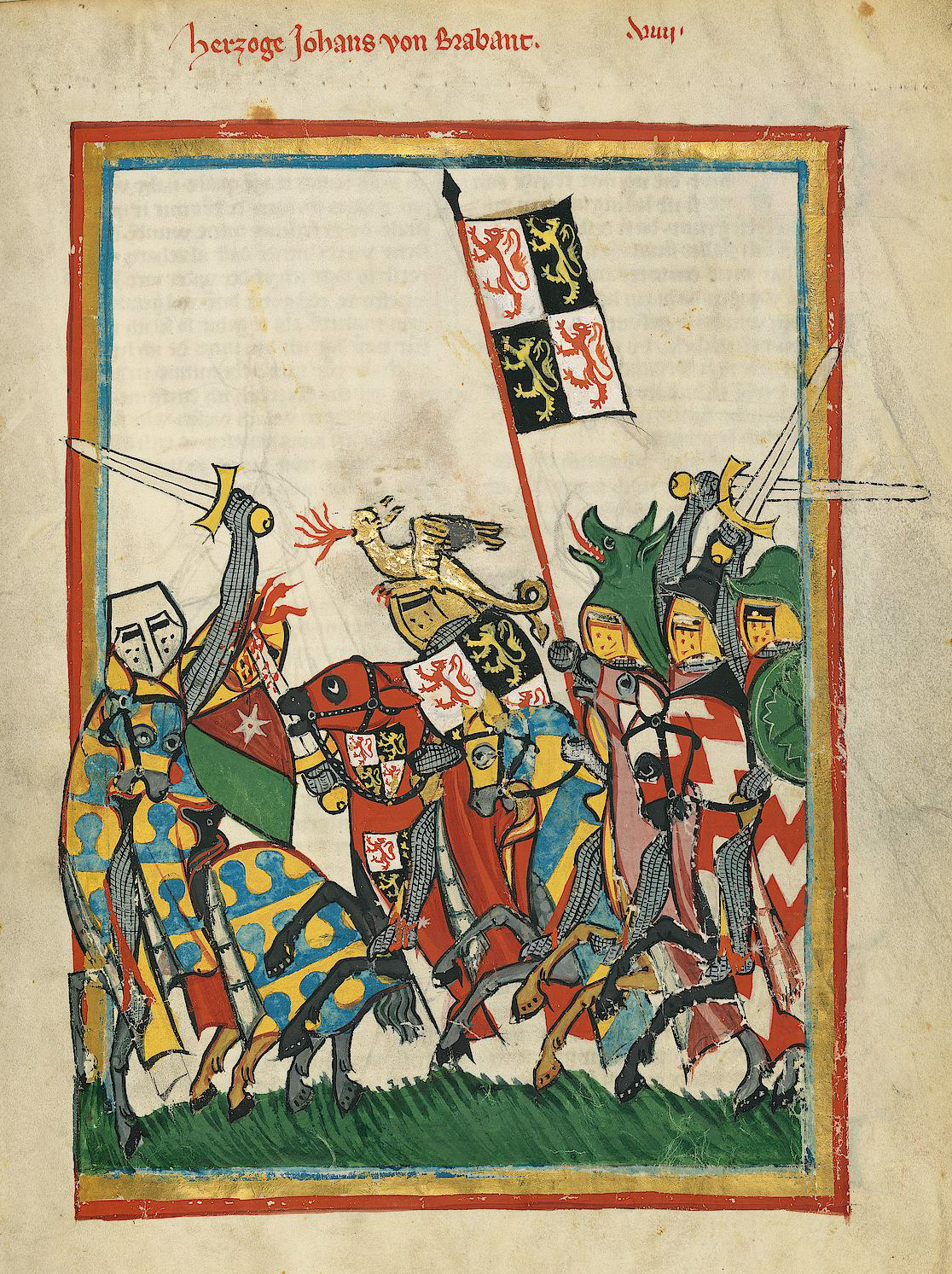
Манесський кодекс: Зображення лімбурзького лева на зображенні середньовічного автора Жана І Брабантського, на прапорі якого лімбурзький лев зображений поруч із брабантським левом

У стібному полі зображений червоний двохвостий лев, увінчаний золотою короною, з такими ж язиком і обзроєнням.
Починається з Теодоріха I († 1126).
Як перший володар замку Гоген-Лімбург, він називає себе графом Лімбурзьким. Він змінює успадковану гербову троянду на лімбурзького лева. Ця троянда увійшла в історію як троянда Ізенбургів. Вона походить від герба його батька, чиє правління закінчилося в рурському замку Ізенбург, який згодом був частково зруйнований. Занепад замків Нієнбрюгге в Ліппе та Ізенбург в Рурв був пов'язаний з вбивством Фрідріхом II архієпископа Кельнського Енгельберта. Пізніше сформувалися дві лінії роду: Лімбурзька та Штирумська.
Щоб відрізнити себе від лімбурзького роду, шляхтичі з Френца, відомі як Френцери, додали до свого герба ламбель. У 1217 році відбувся шлюб спадкоємиці Ірмгард фон Берг з герцогом Генріхом Лімбурзьким. Граф Вільгельм (син Адольфа VII), ймовірно, вже носив лімбурзького лева без турнірного коміра з п'ятьма нагрудниками. Це було пов'язано з вимиранням лінії Лімбургів. Лінія Лімбургів вимерла в четвертому поколінні близько 1508 року з Іоанном III. По цьому відбувся союз з Брабантом (брабантським левом). Лімбурзьких і брабантських левів можна знайти на печатці керпенського олдермена від 1306 року.

У вірші, що описує походження лева, говориться:
«…Прекрасна Ірменгард дивиться з орієля на лімбурзького лева,
Він так швидко б'ється в грудях переповненої нареченої;
Лев, герб Лімбурга, сяє на багатьох щитах,
А на шоломах вона міряє пахучу троянду……»

- Під «трояндою» мається на увазі троянда Ізенбургів.
Шаблон:ZitatПрипущення про подвійний хвіст лева сходять до геральдичної тварини графів Люксембургу та герцогів Лімбурзького дому, які об'єднали два домініони в 1214 році. Ідея полягала в тому, щоб показати різницю.
У 1226 році Генріх успадкувавЛімбурзьке герцогство/Маас. Він додав червоного висхідного лімбурзького лева в срібному полі до герба Бергена (дві подвійні зубчасті червоні перекладини на сріблі). Берзькі графи спочатку мали на своєму гербі поперечину з подвійним гребінцем. Герб був запозичений з Опладенського міського герба як символ замку.
Червоний лімбурзький лев досі зустрічається на багатьох гербах міст і муніципалітетів регіону землі Берг і тепер відомий як берзький лев. Це означає, що за походженням берзький лев насправді є лімбурзьким левом. Червоний двохвостий лімбурзький лев у срібному щиті став новою геральдичною твариною нового родового міста Берг і символом Берзької землі.
На нинішньому гербі бельгійської провінції Лімбург досі зображено червоного, тепер із золотою короною, двохвостого лева з золотим озброєнням на срібному полі.

Лев також зображений на гербі району Ізерлон, який був ліквідований у 1975 році.

Приклади
Лімбурзький лев на гербі бельгійської провінції Лімбург
Лімбурзький лев у серцевому щиті герба голландської провінції Лімбург
Герб Гаген-Гогенлімбурга
Герб нідерландського муніципалітету Керкраде
Вгорі брабантський лев і внизу лімбурзький лев на гербі Керпена
Третє поле герба Мюльгайм-на-Рурі займає герб графства Лімбург
Лімбурзький лев із ламбелем у гербі міста Штольберг (Рейнланд)
Дім Вассенбергів мав зв'язки з Лімбургом і лев зображений на гербі Вассенберга

## Літерарура
- Christoph Jakob Kremer: Akademische Beiträge zur Gülch- und Bergischen Geschichte. Band 2, Mannheim 1776.
- Ernst Heinrich Kneschke: Neues allgemeines Deutsches Adels-Lexikon. Band 5, Friedrich Vogt, Leipzig 1864.